# Eva-Maria Bundschuh

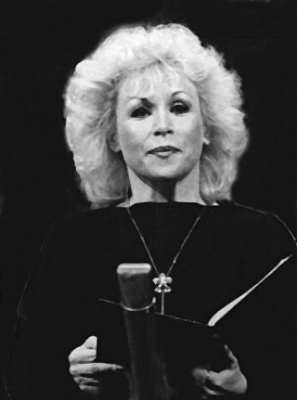
Eva-Maria Bundschuh, 1987

Eva-Maria Bundschuh (* 16. Oktober 1941 in Braunschweig) ist eine deutsche Opernsängerin (Sopran).

## Leben
Die Tochter eines Tischlers wuchs mit drei Geschwistern in der Nähe von Chemnitz, damals Karl-Marx-Stadt, auf. Hausmusik, Schulchor und besonders der Kirchenchor ließen in ihr den Wunsch reifen, Sängerin zu werden. Weil ihr dies nicht gewährt wurde, nahm sie heimlich neben ihrer Ausbildung zur Textilmeisterin in Karl-Marx-Stadt Gesangsunterricht bei Emmy Senff-Thieß. Erst am Sterbebett des Familienoberhaupts offenbarte sie ihre Unfolgsamkeit, wurde aber zum Weitermachen ermutigt.
So qualifizierte sich Bundschuh für das Arbeiter-Musiktheater Aue, wo sie in der Rolle der Dorabella in Mozarts Così fan tutte aufging.
Ohne die vorgeschriebene fachgerechte Ausbildung konnte man üblicherweise nicht die Bühnenreifeprüfung ablegen, dennoch durfte sie ihre Eignung vor einer Kommission aus führenden Regisseuren und Theaterleitern der DDR im Berliner Künstlerklub „Die Möwe“ beweisen. Daraufhin hatte sie die Wahl zwischen drei Provinzbühnen.
1967 debütierte sie am Carl-Maria-von-Weber-Theater in Bernburg (Saale) als Hänsel in Humperdincks Hänsel und Gretel. Bis 1969 weilte sie dort als Altistin.
1969 wechselte sie an das Opernhaus in Karl-Marx-Stadt. Über diese Lebensphase berichtete sie 1986 der Tageszeitung Der Morgen:
„Ich war die dritte Dame, die siebte Frau und die Kellnerin, die ein Tablett über die Bühne trug und einen Satz sang. Alles war mir wichtig, auch aus den kleinsten Aufgaben versuchte ich etwas zu machen. Doch für einen Fünfminutenauftritt einen ganzen Abend lang dieses große Herzflattern — sollte das alles sein?“
Die bekannte Gesangslehrerin Helga Forner hatte sie 1972 als Schülerin angenommen und sie gewann im selben Jahr die höchste Auszeichnung im Nationalen Opernwettbewerb der DDR.
Ihre nächste Station war 1974 das Hans Otto Theater in Potsdam. Dort wirkte sie zunächst als Mezzosopran. Unter Peter Brähmig schwenkte sie infolge diverser Kolleginnen-Mutterschaften auf das Sopranfach um. Ihr auf drei Oktaven erweiterter Stimmumfang war nicht zuletzt ein Verdienst der Forner, die ihr noch sehr viele Jahre zu Diensten sein sollte.
In den drei Jahren als Mezzosopran verkörperte sie Carmen, Dorabella und Prinzessin Eboli (Giuseppe Verdis Don Carlos). Als jugendlich-dramatischer Sopran schlüpfte sie in die Kostüme der Sopran-Figuren in Jacques Offenbachs Hoffmanns Erzählungen nebst Violetta in La traviata.
Gastspielverträge mit der Deutschen Staatsoper bestanden bereits seit 1976, aber den entscheidenden Fortschritt stellte 1979 die Wiederaufnahme von Händels Giulio Cesare in der Inszenierung von Erhard Fischer dar, in der sie die Cleopatra gab. Weitere Auftritte hatte sie als Marzelline (Der Barbier von Sevilla) und als Freia (Das Rheingold). Letztgenannte Oper hatte, inszeniert von Ruth Berghaus und musikalisch geleitet von Otmar Suitner, am 23. September 1979 Premiere. Mit dem Ensemble nach Japan zu reisen, krönte Bundschuhs Hochgefühl.
Mit der Spielzeit 1981/1982 begann ihre Zusammenarbeit mit dem über die Grenzen der DDR hinaus geschätzten Regisseur Harry Kupfer an der Komischen Oper Berlin. Das Engagement dauerte bis 1988. Ihre Rollen waren u. a.: Regan (Aribert Reimanns Lear), Musette (Puccinis La Bohème), Eva (Wagners Die Meistersinger von Nürnberg) und – statt Dorabella – Despina.
1983 gastierte sie als Donna Anna in Don Giovanni am Leipziger Opernhaus. 1984 erfolgte die Ernennung zur Kammersängerin. Am Silvesterabend 1984 spielte sie die erste nennenswerte heitere Rolle als Rosalinde im Operetten-Klassiker Die Fledermaus. Kupfer und Chefdirigent Rolf Reuter verhalfen ihr mit der Uraufführung von Siegfried Matthus’ Oper Judith am 28. September 1985 zum Sonderpreis des Ministeriums für Kultur im DDR-Opernleistungsvergleich. Am Ende ihrer Zeit an der Komischen Oper brillierte sie noch in der Titelpartie der Salome von Richard Strauss.
Dazwischen lagen 1986 Jenůfa von Janáček in der rekonstruierten Staatsoper Berlin, die Nominierung für den Nationalpreis der DDR III. Klasse für Kunst und Literatur, die Vierländer-Tournee mit dem Fliegenden Holländer sowie zwei Jahre später die Gutrune-Verkörperung in der Götterdämmerung bei den Bayreuther Festspielen.
1988 wurde Bundschuh festes Mitglied der Deutschen Staatsoper. Erwartungsgemäß überzeugte sie dort in der weiblichen Hauptrolle eines weiteren Wagner-Werkes: Tristan und Isolde. 1990 sang sie, unterstützt vom Cleveland Orchestra unter der Leitung von Christoph von Dohnanyi, den Sopranpart aus Beethovens 9. Sinfonie und ebnete sich damit den Weg zur freischaffenden Sängerin.
Von 1999 bis 2004 stand sie nochmals in einer Lear-Inszenierung von Willy Decker auf der Bühne. Diesmal als Goneril in der Sächsischen Staatsoper Dresden. Zuletzt wirkte sie im Februar 2007 in Abu Dhabi (Vereinigte Arabische Emirate) an der Gründungsveranstaltung des ersten Richard-Wagner-Verbands der arabischen Welt mit.
Eva-Maria Bundschuh lebt in der Nähe von Potsdam.

## Ton- und Bild-Dokumente (Auswahl)
- Georg Friedrich Händel: Solomon (Salomo) (Oratorium), 3-CD-Box-Set, Dirigent: Heinz Rögner, Künstler: Eva-Maria Bundschuh, Marga Schiml, Eberhard Büchner, Berlin Classics/Edel
- Siegfried Matthus: Judith, Doppel-CD, mit Werner Haseleu, Ensemble der Komischen Oper Berlin, Leitung: Rolf Reuter, Berlin Classics/Edel 0093392
- Arnold Schönberg: Gurre-Lieder, Doppel-CD, Dirigent: Herbert Kegel, Künstler: Eva-Maria Bundschuh et al., Berlin Classics/Edel
- Richard Wagner: Götterdämmerung, Doppel-DVD, Chor und Orchester der Bayreuther Festspiele, Dirigent: Daniel Barenboim, Regisseur: Harry Kupfer, Künstler: Siegfried Jerusalem, Bodo Brinkmann, Philip Kang, Eva-Maria Bundschuh et al., Warner Music Group Germany